# زبان قزاقی
زبان قَزاقی یا تُرکی قَزاقی (به قزاقی: Qazaq tili, Қазақ тілі، قازاق ٴتىلى‎) زبانی از خانوادهٔ زبان‌های ترکی است، که با زبان قرقیزی نیز نزدیکی بسیاری دارد. این زبان توسط قزاق‌ها مورد استفاده قرار می‌گیرد. این زبان شاخهٔ قپچاق زبان‌های ترکی بوده و به نوقایی و قرقیزی و به ویژه به قره‌قالپاقی مانستگی دارد. این زبان در جمهوری قزاقستان، ناحیه خودمختار ایلی قزاق (به قزاقی: یله قازاق اۆتونومیالی وبلیسی / Іле Қазақ аутономиялық облысы / İle Qazaq awtonomïyalıq oblısı) در سین‌کیانگ چین و استان بایان اوگلی (به قزاقی: Bai'-O'lke) در مغولستان زبان رسمی است. همچنین قزاقی به عنوان زبان اقلیتی و قومیتی در این مناطق نیز گویشورانی دارد: ۱٫۳۲۵٫۰۰۰ (ازبکستان)، ۱۵٫۰۰۰ (افغانستان)، ۱۵۰٫۰۰۰ (ترکمنستان)، ۱۲۰٫۰۰۰ (مغولستان)، ۱۰۰٫۰۰۰ (ترکیه)، ۴۰۰٫۰۰۰ (روسیه)، ۲۵٫۰۰۰ (به‌صورت پراکنده در اروپا)، و ۷٫۰۰۰ نفر (ایران - استان گلستان) می‌باشد. همچون دیگر زبان‌های ترکی، قزاقی یک زبان چسبانشی است و با هماهنگی واکه‌ای واژه‌سازی و ساخت جمله را بکار می‌گیرد.
در اکتبر ۲۰۱۷، رئیس‌جمهور قزاق، نورسلطان نظربایف فرمان داد که تا سال ۲۰۲۵ بایستی الفبای لاتینی جایگزین الفبای سیریلیک شود.

## پراکنش گیتاشناختی
گویش‌وران زبان قزاقی (که عمدتاً قزاق‌ها هستند)، در سرزمین پهناور تیان‌شان در خاور دریای کاسپین می‌زیند. زبان رسمی قزاقستان این زبان است که نزدیک به ۱۰ میلیون گویش‌ور (برپایه اطلاعات سیا بر جمعیت و سهم تناسبی گویش‌وران قزاق) می‌باشد. در چین، بالای یک میلیون قومیت قزاق زیست می‌کنند که در کتاب حقایق جهان این قزاق‌ها بیشتر در ناحیه خودمختار ایلی قزاق در سین‌کیانگ هستند.

## سامانه نوشتاری
کهن‌ترین نوشته‌های ثبت شده از زبان‌های نزدیک به قزاقی با الفبای ترکی کهن نوشته شده‌اند؛ ولی در میان زبانشناسان این پذیرفته نشده که خود قزاق‌ها مستقیماً از آن استفاده می‌کرده‌اند. تقریباً هزار سال پیش قزاقی نوین به الفبای عربی تا سال ۱۹۲۹ نوشته می‌شد تا اینکه نویسندگان شوروی الفبایی برپایه لاتین و سپس برپایه سیریلیک در ۱۹۴۰ برای این زبان پیشنهاد کرده‌اند. نورسلطان نظربایف، رئیس‌جمهوری قزاقستان، در آوریل ۲۰۱۷ یک راهبردی برای ساماندهی نوشتاری در میان قزاق زبانان با دلیل اینکه «زبان و فرهنگ قزاقی ویران‌شده» پیشنهاد کرد. نظربایف به نویسندگان فرمان داد تا الفبای لاتین قزاقی را طراحی کنند که در پایان ۲۰۱۷ آن الفبا ساخته شد. بنابرین لاتین‌نویسی قزاقی از ۲۰۱۸ آغازشد. تا پیش از ارائه این پیشنهاد، بالای ۱۵ میلیون نفر در قزاقستان و مغولستان به خط سیریلیک این زبان را می‌نگاشتند. هدف نظربایف از تغییر این شیوه نگارش و تغییر خط پیروی نکردن از سیاست‌های پیشین شوروی سابق در سرزمین قزاقستان است. وی به دستگاه و نظام سیاسی و اداری این کشور فرمان داد تا از این به بعد با پافشاری و تأکید بر فرهنگ قزاقی، این خط را تا سال ۲۰۲۵ جایگزین خط سیریلیکی سابق گردانند.

در چین، به خصوص در ولایت خودمختار ایلی قزاق، قزاق‌ها از الفبای عربی که بسیار به ایغوری شبیه استفاده می‌کنند. نه تنها الفبای عربی قزاق در سین‌کیانگ چین رسمیت دارد، بلکه دولت قزاقستان و فرهنگیان ساکن کشور قزاقستان سعی در استفاده بیشتر از خط عربی برای ارتباط بهتر و بیشتر با هم‌زبانان خویش در منطقه‌ٔ سین‌کیانگ چین را دارند. وبسایت‌ّهای خبری قزاقستانی مثل آدیرنا، قامشی، قاز-اینفورم، و قزاق تایمز از جمله این تلاشها هستند.

نخستین زمزمه‌های تغییر خط در قزاقستان از سیریلیک به لاتین را، نظربایف در سپتامبر ۲۰۰۷ مطرح نمود. برپایه مطالعات و پژوهش‌های دولتی قزاقی، این تغییر در دورهٔ زمانی ۱۰ تا ۱۲ ساله امکان‌پذیر است و چیزی نزدیک به ۳۰۰ میلیون دلار برای دولت هزینه دربردارد. تغییرات موقتاً در ۱۳ دسامبر ۲۰۰۷ متوقف شد و دلیلش را رئیس‌جمهور نظربایف اینچنین گفت: «برای ۷۰ سال قزاقستانی‌ها به سیریلیک می‌نوشتند و می‌خوانند. بالای ۱۰۰ ملت در مرز و بوم ما زندگی می‌کنند. پس ما به ثبات و آرامش نیازمندیم و نبایستی در تغییر و تحول عجله و شتابزدگی داشته باشیم.». به هر روی، در ۳۰ ژانویه ۲۰۱۵، وزیر فرهنگ و وزرش، آریستانبک محمدیلی اعلام نمود که طرح نوینی در دست اجراست و بایستی با توجه به واج‌شناسی زبان این خط نو جایگزین شود.
| خط سیریلیک | خط عربی | خط لاتین | ترجمه فارسی |

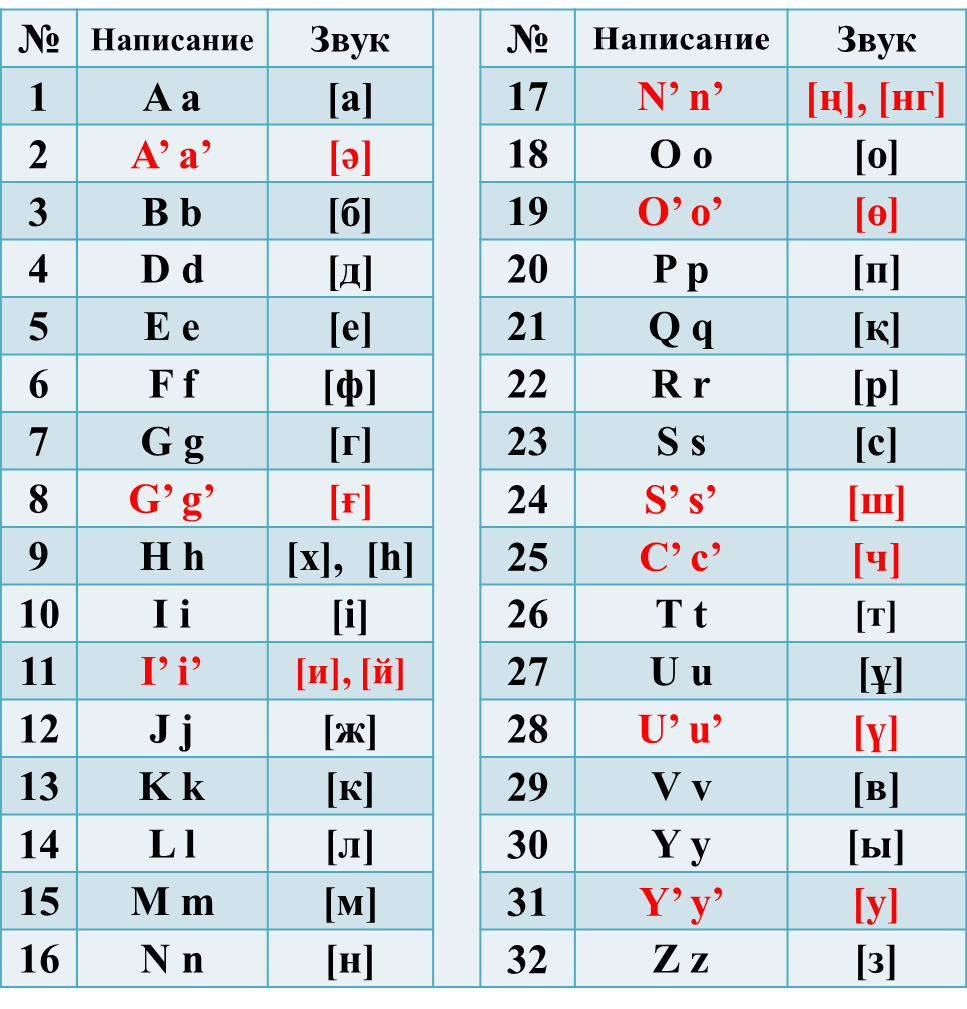
الفبای پیشنهادی لاتین برای زبان قزاقی، برپایه فرمان ۵۶۹ (۲۶ اکتبر ۲۰۱۷)

| Барлық адамдар тумасынан азат және қадыр-қасиеті мен құқтары тең болып дүниеге келеді. Адамдарға ақыл-парасат, ар-ождан берілген, сондықтан олар бір-бірімен туыстық, бауырмалдық қарым-қатынас жасаулары тиіс. | بارلىق ادامدار تۋماسىنان ازات جانە قادىر-قاسيەتى مەن قۇقتارى تەڭ بولىپ دۇنيەگە كەلەدى. ادامدارعا اقىل-پاراسات، ار-وجدان بەرىلگەن، سوندىقتان ولار ٴبىر-بىرىمەن تۋىستىق، باۋىرمالدىق قارىم-قاتىناس جاساۋلارى ٴتيىس.‎ | Barlyq adamdar tumasynan azat jäne qadyr-qasietı men qūqtary teñ bolyp düniege keledı. Adamdarğa aqyl-parasat, ar-ojdan berılgen, sondyqtan olar bır-bırımen tuystyq, bauyrmaldyq qarym-qatynas jasaulary tiıs. | همه آدمیان آزاد زاده می‌شود و در حقوق و شأن یکسان هستند. خردمندی و وجدان به آن‌ها ارزانی شده و بایسته‌است تا با یکدیگر عادلانه و برادرانه رفتار کنند. |

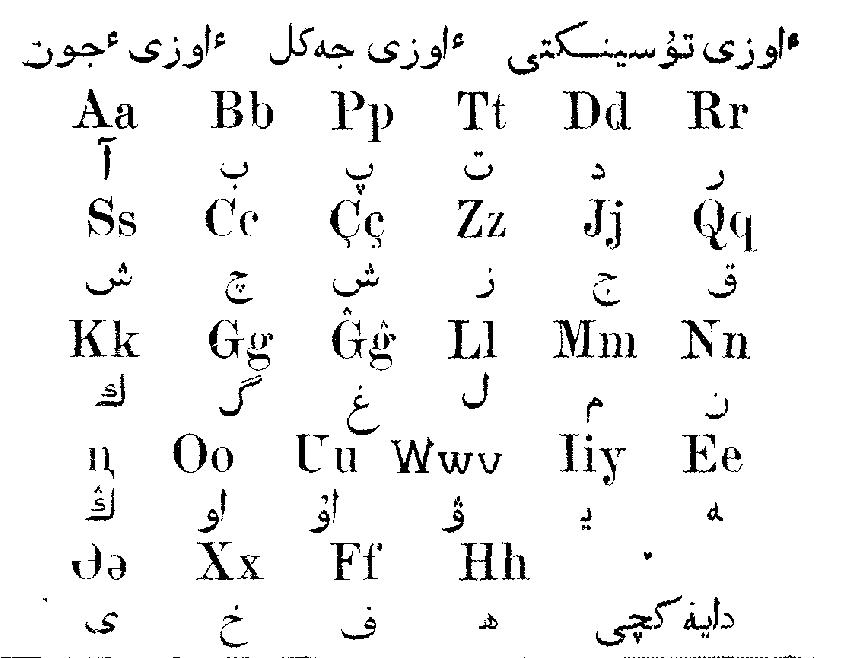
دبیره‌های عربی و لاتین قزاقی در سال ۱۹۲۴

## اثر زبان فارسی بر زبان قزاقی
زبان فارسی در قزاقستان از پیشینه‌ای تاریخی برخوردار است، در دانشگاه‌های این کشور کرسی‌های زبان فارسی ۳۰ سال است که دایر است، با وجود این در سال‌های اخیر جایگاه زبان فارسی در مجامع علمی این کشور تا اندازه‌ای افول کرده‌است. تاریخ قزاقستان با زبان و ادبیات فارسی گره خورده‌است و هر پژوهشگری که بخواهد دربارهٔ تاریخ و ادبیات و جغرافیای تاریخی قزاقستان مطالعه و تحقیق کند، باید با زبان فارسی آشنایی داشته باشد. بسیاری از ضرب‌المثل‌های فارسی در ادبیات قزاقی نیز به کار برده می‌شود. در زبان قزاقی حدود ۲۰۶۸ واژه مشترک است که از زبان فارسی به خصوص از فارسی ورارود به زبان قزاقی اقتباس شده‌است چون ارتباط مستقیم بوده و هست. در خیابان‌های قزاقستان بسیار با واژه‌های داروخانه، آش خانه، کوچه، شهر، آبادانی (اودانی) یا بسیار نام‌های قزاقی مواجه هستید که با زبان فارسی مشترک است. نام اسفندیار به صورت اَسپَندیار و نام رستم و بیژن در میان قزاق‌ها خیلی فراوان است یعنی نه تنها نام‌های عادی ایرانی، بلکه نام‌هایی حماسی است که فارسی زبانان به آن‌ها افتخار ملی دارند و در شاهنامه آمده‌است. نام‌هایی که در ترکیبش واژه گل دارد در قزاقستان خیلی فراوان است که دکتر صفر عبدالله استاد زبان و ادبیات فارسی در قزاقستان، ۱۲۵ نام زنانه قزاقی با این ترکیب مانند گل‌بدن، گلناز، گلنار، گلدانه، گلبهرام را گردآوری کرده‌است.
در قزاقستان چند ضرورت مهم برای تدریس زبان فارسی وجود دارد و این نکته را بزرگان قزاق می‌دانند.
۱- پیش از همه حدود ۹۰–۹۵ درصد منابع دست اولی که دربارهٔ قزاق‌ها و اقوام آسیای مرکزی در قرون وسطی وجود دارد منابع فارسی است و بدون منابع فارسی از هیچ منبع دیگری نمی‌توانند دربارهٔ اقوام ترکی و مغولی آسیای مرکزی چیزی پیدا کنند.
۲- بیشتر حاکمان و خان‌های مغولی و ترکی دبیران و وزیران فارسی‌زبان، یا به قول خودشان یک نفر تاجیک مورخ یا واقعه‌نگار فارسی یا فارسی‌زبان داشته‌اند و همه کتاب‌ها را آن‌ها نوشته‌اند. برای نمونه جامع‌التواریخ یا تاریخ جهانگشای جوینی و صدها کتاب دیگر به زبان فارسی است؛ بنابراین اگر این اقوام بخواهند کشورها و ریشه‌های خود را بیشتر بشناسند، امکان ندارد که بدون فراگرفتن منابع زبان فارسی به جایی برسند. این یک انگیزه بسیار مهمی است که باید این مردم فهم آن را داشته باشند.
۳- نکته دیگر این که هر قدر روابط ایران با منطقه و قزاقستان بهتر باشد زبان فارسی بهتر آموخته می‌شود. یکی از انگیزه‌هایی که در قزاقستان خیلی زبان چینی یا کره‌ای می‌آموزند این است که صدها شرکت وجود دارد که برای فعالیت‌های خود نیاز به همکارانی دارند که زبانشان را بدانند و از این بابت حقوق خوب هم می‌دهند. همچنین ترکیه را می‌توان نام برد که ترک‌زبانان کنونی خط را هم از دست دادند و برای مطالعه فرهنگ همان ترک‌ها نیز راهشان بسته‌است و خط عربی ـ فارسی را نمی‌دانند و خطشان لاتین است ولی چون شرکت‌های زیاد ترکیه‌ای در قزاقستان فعال هستند و دولت ترکیه حمایت می‌کند دانشجویان به سمت زبان ترکی استانبولی می‌روند.

## واج‌شناسی
قزاقی با هماهنگی واکه‌ای زبان-ریشه‌ای عمل می‌کند بجز برخی واژگان نوین از خاستگاهی بیگانه (معمولاً روسی یا عربی) که استثناء هستند. این نیز یک سامانه گردسازی هماهنگ است که قرقیزی را تداعی می‌کند ولی هنوز در میان واج‌شناسان قویاً مورد تأیید قرار نگرفته‌است.

### همخوان‌ها[۲۱]
|          | لبی       | لبی       | دندانی/ لثوی | دندانی/ لثوی | کامی-لثوی | کامی-لثوی | لثوی-کامی  | لثوی-کامی  | نرمکامی   | نرمکامی   | ملازه‌ای | ملازه‌ای | چاکنایی | چاکنایی |
| -------- | --------- | --------- | ------------ | ------------ | --------- | --------- | ---------- | ---------- | --------- | --------- | ------- | ------- | ------- | ------- |
| خشیومی   | m ⟨м/م⟩   | m ⟨м/م⟩   | n ⟨н/ن⟩      | n ⟨н/ن⟩      |           |           |            |            | ŋ ⟨ң/ڭ⟩   | ŋ ⟨ң/ڭ⟩   |         |         |         |         |
| انسدادی  | p ⟨п/پ⟩   | b ⟨б/ب⟩   | t ⟨т/ت⟩      | d ⟨д/د⟩      |           |           |            |            | k ⟨к/ك⟩   | ɡ ⟨г/گ⟩   | q ⟨қ/ق⟩ |         |         |         |
| انسایشی  |           |           |              |              |           |           | [t͡ɕ] ⟨ч/چ⟩ | [t͡ɕ] ⟨ч/چ⟩ |           |           |         |         |         |         |
| سایشی    | [f] ⟨ф/ف⟩ | [v] ⟨в/ۆ‎⟩ | s ⟨с/س⟩      | z ⟨з/ز⟩      | ʃ ⟨ш/ش⟩   | ʒ ⟨ж/ج⟩   | [ɕ] ⟨щ/شش‎⟩ | [ɕ] ⟨щ/شش‎⟩ | [x] ⟨х/ح⟩ | [x] ⟨х/ح⟩ |         | ʁ ⟨ғ/ع⟩ | h ⟨һ/ھ⟩ | h ⟨һ/ھ⟩ |
| ناسوده   |           |           | l ⟨л/ل⟩      | l ⟨л/ل⟩      | l ⟨л/ل⟩   | l ⟨л/ل⟩   | j ⟨й/ي⟩    | j ⟨й/ي⟩    | w ⟨у/ۋ⟩   | w ⟨у/ۋ⟩   |         |         |         |         |
| «ر» گونه |           |           | r ⟨р/ر⟩      | r ⟨р/ر⟩      |           |           |            |            |           |           |         |         |         |         |

### واکه‌ها
در الفبای عربی قزاقی، ۹ واکه تعریف شده است.
|                                                         |                             | لبی       | لبی       | غیر لبی        | غیر لبی         | غیر لبی         | غیر لبی   |     |
|                                                         |                             | تنگ       | باز       | تنگ            | تنگ             | تنگ             | باز       | باز |
| ------------------------------------------------------- | --------------------------- | --------- | --------- | -------------- | --------------- | --------------- | --------- | --- |
| پسین جۋان داۋىستى دىبىستار Жуан дауысты дыбыстар        | عربی                        | ـۇ‎ / ۇ‎    | ـو‎ / و‎    | ىـ / ـى / ى‎    | ىـ / ـى / ى‎     | ا / ‍ـا           | ا / ‍ـا     |     |
| پسین جۋان داۋىستى دىبىستار Жуан дауысты дыбыстар        | معادل سیریلیک (معادل لاتین) | Ұ ұ (Ū ū) | О о (O o) | Ы ы (Y y)      | Ы ы (Y y)       | А а (A a)       | А а (A a) |     |
| پسین جۋان داۋىستى دىبىستار Жуан дауысты дыбыстар        | آوانگاری                    | [ʊ]       | [wʊ~o̞]    | [ə]            | [ə]             | [ɑ]             | [ɑ]       |     |
| پیشین جىڭىشكە داۋىستى دىبىستار Жіңішке дауысты дыбыстар | عربی                        | ٴـۇ‎ / ‎ٴۇ  | ٴـو‎/ ٴو‎   | ٴىـ / ٴـى / ٴى‎ | ە / ـە          | ە / ـە          | ٴا / ‍ٴـا   |     |
| پیشین جىڭىشكە داۋىستى دىبىستار Жіңішке дауысты дыбыстар | معادل سیریلیک (معادل لاتین) | Ү ү (Ü ü) | Ө ө (Ö ö) | І і (I ı)      | Е е / Э э (E e) | Е е / Э э (E e) | Ә ә (Ä ä) |     |
| پیشین جىڭىشكە داۋىستى دىبىستار Жіңішке дауысты дыбыстар | آوانگاری                    | [ʏ]       | [wʏ~ɵ]    | [ɪ]            | [jɪ]            | [jɪ]            | [æ]       |     |

## ریخت‌شناسی و صرف[۲۳]
از نکات خاص الفبای عربی قزاق، طرز استفاده از همزه در این زبان است. همزه در الفبای عربی قزاق صدایی ندارد، اما نقش مهمی را ایفا می‌کند. در قزاق، همزه نه بر روی حروف، بلکه پیش از کلمات می‌آید. نقش همزه برای نشان دادن واکه‌های پیشین (حروف صداداری که در جلوی دهان ادا می شوند)، حروف صداداری که در الفبای لاتین ترکی آذربایجانی و استانبولی، با حروف ı ö ü است. به طور مثال ضمیر اول شخص جمع «بیز» (біз)، در الفبای عربی، ٴبىز نوشته می‌شود.
اما باید توجه داشت که استثناهایی هم وجود دارند. اول این‌که کلماتی که در آنها حروف «/e/ (е, э)»‌‌ (حرف ە) وجود دارد، به دلیل اینکه این حرف، واکه‌های پیشین است، دیگر نیازی به همزه برای مشخص کردن اینکه سایر واکه‌های کلمه نیز پیشین هستند وجود ندارد. بطور مثال کلمه ٴتۇيىس (به معنای گره)، همزه دارد، به این معنا که این واکه‌های این کلمه ı و ü هستند. اما در حالت جمع، همزه دیگر در کلمه تۇيىستەر نوشته نمی شود، چرا که حرف «ە» در این کلمه موجود است.
از دیگر استثناها، کلماتی هستند که دارای یکی از حروف «/k/ (к), /q/ (қ), /g/ (г), /ğ/ (ғ)» (ك، گ، ق، ع) می‌باشند، بدون همزه نوشته می‌شوند. کلماتی که شامل حروف «/k/ (к), /g/ (г)» (ك، گ) هستند، بر اساس قوانین فونولوژیک قزاقی، به خودی خود واکه‌های پیشین خواهند داشت و در نتیجه نیازی به همزه نخواهند داشت. بطور مثال،‌ کلمه ٴتۇيىر به معنای «دانه‌ٔ ریز»، با همزه نوشته می‌شود، اما کلمه مشتق از آن، تۇيىرشىك،‌ به معنی «شنی، دانه‌ای»، به دلیل اینکه دارای حرف «ك» می‌باشد، بدون همزه نوشته می‌شود.
کلماتی که شامل حروف «/q/ (қ), /ğ/ (ғ)» (ق، ع) هستند، بر طبق قوانین فونولوژیک قزاقی،‌واکه پسین خواهند داشت.

### همگونی صامت‌ها
قانون «همگونی صامتها» اشاره به تحول حروف صامت دارد هنگامی که پسوندی به واژه‌ای (یا به پسوند دیگری با رعایت ترتیب صحیح دستوری) اضاقه می شود،امکان این که بعضی از صامت‌ها برای روانتر شدن خواندن دچار تحول شوند وجود دارند. در زبان قزاقی، دو نوع قاعدهٔ همگونی صامتها وجود دارد؛ یکی «همگونی صامت‌های پس‌رو» (به قزاقی: كەيىندى ىقپال، Кейінді ықпал) و دیگری «همگونی صامت‌های پیش‌رو» (به قزاقی: ىلگەرىندى ىقپال، Ілгерінді ықпал). معنیِ «همگونی صامت‌های پس‌رو» این است که اتصال پسوند، تاثیرِ رو به پس دارد، و باعت تحول آخرین صامت واژه می شود. «همگونی صامت‌های پیش‌رو» به این معناست که اتصال پسوند تاثیر رو به پیش دارد، و این اولین صامتِ پسوند است که دچار تحول می شود.
قانون «همگونی صامت‌های پس‌رو» در سایر زبان‌های ترکی نیز موجود است. در زبان قزاقی، این قانون شامل سه زوج حرف صامت می شود. اگر واژه‌ای به یکی از این سه صامت بی‌واک ختم شود «پ ك ق / п, к, қ»، و اگر پسوند بعدی، با حرف مصوت شروع شود، این سه صدا به ترتیب به صامت‌های واک‌دار «ب گ ع / б, г, ғ» تحول پیدا می کنند. به مثال‌های زیر توجه داشته باشد: 
- كىتاپ. кітап. (کتاب.):‌ ونىڭ كىتابى оның кітабы. (کتاب او.)
- كوك. көк. (آبی.):‌  كوگىلدىر көгілдір. (فیروزه‌ای، آبی کم‌رنگ.)
- مىسىق. мысық. (گربه.):‌ سەنىڭ مىسىعىڭ сенің мысығың. (گربهٔ او.)

و اما قواعد «همگونی صامت‌های پیش‌رو»، در میان زبان‌های ترکی، یکی از ویژگی‌هاییست که زبان قزاقی را خاص می کند، قواعدی که در قزاقی فراتر و همه‌گسترتر از زبانهای ترکی دیگر می باشد. بر اساس این قاعده، برای پسوندهای دستوری پرکاربردی چون پسوند سوالی، پسوند ضمیری، و پسوند جمع، صامتِ اولِ پسوند، می تواند تا حداکثر سه صدای صامت مختلف را (تکواژگونه) به خود گیرد. انتخاب صامت صحیح برای پسوند، با توجه به این که واژهٔ پیش از آن به چه حرف و صدای ختم شود، بستگی دارد. از لحاظ واج‌آرایی (فونوتکنیک)، در زبان قزاقی به طور مثال از صامت‌های پشت‌سر هم با تلفظ‌هایی غیر همگون (مثلا اینکه صامتی بی‌واک و همخوان کنار آن واک‌دار باشد) اجتناب می شود.
اولین گروه این پسوندها، پسوندهایی هستند که با حرف «م / м» شروع می شوند. این‌ها شامل پسوند سوالی‌ «آیا»، پسوند منفی‌ساز فعل، پسوند «واسطه‌ای» برای اسم‌ها، فعل پسوندی «بودن» و همینطور پسوند ضمیری فعل‌های مضارع برای اول شخص مفرد و جمع می باشد. این پسوندها تابع قواعد زیر هستند:
- حرف «م / м»: اگر واژه پیشین به حرف مصوت یا صامت نیم‌واکه «ي ۋ / й, у» یا صامت روان «ل، ر / л, р» ختم شوند (و یا صامت‌های خیوشمی «م ن ڭ / м, н, ң» برای پسوند ضمیری فعلی اول شخص مفرد و جمع)،
- حرف «ب / б»: اگر واژه پیشین به صامت‌های واک‌دار «ب ج د ز ع گ ۆ ھ / б, в, г, ғ, д, ж, з, һ» و یا صامت‌های خیوشمی «م ن ڭ / м, н, ң» (بجز برای پسوند ضمیری فعلی اول شخص مفرد و جمع) ختم شوند،
- حرف «پ / п»: اگر واژه پیشین به صامت‌های بی‌واک «پ ت ر چ ح س ش ف ق ك / к, қ, п, с, т, ф, х, ц, ч, ш, щ» ختم شوند.

به نمونه‌های زیر توجه فرمایید:
- پسوند سوال‌ساز «ما / Ма» (ما مە با بە پا پە / ма, ме, ба, бе, па, пе): 
  - الماتىعا باردىڭ با؟ Алматыға бардың ба? (آیا آلماتی بوده‌ای؟)

- پسوند منفی‌ساز فعل «ما / Ма» (ما مە با بە پا پە / ма, ме, ба, бе, па, пе): 
  - بىزگە ەشكىم كەزدەسپەدى. Бізге ешкім кездеспеді. (کسی با ما ملاقات نکرد.)
  - بالا توڭبايدی. Бала тоңбайды. (بچه یخ نمی زند.)
  - بولماسا. Болмаса. (اگر او اینجا نباشد)

- پسوند واسطه‌ای «مەن / Мен» (مەن  بەن  پەن / мен, бен, пен)
  - سەميا قۇراتىن ەر ازاماتپەن تانىسامىن. Семя құратын ер азаматпен танысамын. (من با مردی آشنا خواهم شد که خانواده ای را تشکیل خواهد داد.)

- پسوند ضمیری فعلی اول شخص مفرد «مىن / Мын» (مىن   ٴمىن بىن  ٴبىن پىن  ٴپىن / мын, мін, бын, бін, пын, пін)
  - بارعانمىن. Барғанмын. (من رفته‌ام.)

گروه بعدی این پسوندها، پسوندهایی هستند که با حرف «ن / н» شروع می شوند. اینها شامل پسوندهای صرف اسم مفعولی و مالکیتی هستند. این پسوندها تابع قواعد زیر هستند:
- حرف «ن / н»: اگر واژه پیشین به حرف مصوت و صامت‌های خیوشمی «م ن ڭ / м, н, ң» ختم شود.
- حرف «د / д»: اگر واژه پیشین به حرف‌های صامت نیم‌واکه «ي ۋ / й, у»، صامت روان «ل، ر / л, р»، و صامت‌های واک‌دار «ب ج د ز ع گ ۆ ھ / б, в, г, ғ, д, ж, з, һ» ختم شود،
- حرف «ت / т»: اگر واژه پیشین به صامت‌های بی‌واک «پ ت ر چ ح س ش ف ق ك / к, қ, п, с, т, ф, х, ц, ч, ш, щ» ختم شوند.

پسوندهایی که با حرف «د / д» شروع می شوند، شامل پسوند صرف اسم افتراقی، و پسوند ماضی‌ساز فعل هستند. این دو پسوند هرکدام تابع قانون خود هستند. پسوند صرف اسم افتراقی تابع قواعد زیر است:
- پسوند«دان دەن / дан, ден»: اگر واژه پیشین به حرف مصوت، حرف‌های صامت نیم‌واکه «ي ۋ / й, у»، صامت روان «ل، ر / л, р»، و صامت‌های واک‌دار «ب ج د ز ع گ ۆ ھ / б, в, г, ғ, д, ж, з, һ» ختم شود،
- پسوند«تان تەن / тан, тен»: اگر واژه پیشین به صامت‌های بی‌واک «پ ت ر چ ح س ش ف ق ك / к, қ, п, с, т, ф, х, ц, ч, ш, щ» ختم شوند،
- پسوند«نان نەن / нан, нен»: اگر واژه پیشین به صامت‌های خیوشمی «م ن ڭ / м, н, ң» ختم شوند.

به نمونه‌های زیر توجه فرمایید:
- سەن قايدان كەلدىڭ؟ Сен қайдан келдің? (تو از کجا می آیی؟)
- مەن ەرتەڭنەن باستاپ قازاق ٴتىلىن ۇيرەنەمىن. Мен ертеңнен бастап қазақ тілін үйренемін. (من از فردا شروع به یاد گرفتن زبان قزاقی می کنم.)
- ساعات بەستەن ون مينۋت  ٴوتتى. Сағат бестен он минут өтті. (ساعت ده دقیقه بعد از پنج است.)

پسوند صرف فعل ماضی تابع قواعد زیر است:
- پسوند«دى  ٴدى / ды, ді»:  اگر واژه پیشین به حرف مصوت، حرف‌های صامت نیم‌واکه «ي ۋ / й, у»، صامت روان «ل، ر / л, р»، صامت‌های خیوشمی «م ن ڭ / м, н, ң»، و صامت‌های واک‌دار «ب ج د ز ع گ ۆ ھ / б, в, г, ғ, д, ж, з, һ» ختم شود،
- پسوند«تى  ٴتى / ты, ті»: اگر واژه پیشین به صامت‌های بی‌واک «پ ت ر چ ح س ش ف ق ك / к, қ, п, с, т, ф, х, ц, ч, ш, щ» ختم شوند.

و در نهایت پسوندهایی هستند که با حرف «ل / л» شروع می شوند. این‌ها شامل پسوند جمع‌ساز «ـلار ـلر»، پسوند فعل‌ساز متصله به اسم‌های «ـلا»، و پسوندهای اشتقاقی «لیق لیک» هستند. این پسوندها تابع قواعد زیر هستند:
- حرف «ل / л»: اگر واژه پیشین به حرف مصوت، حرف‌های صامت نیم‌واکه «ي ۋ / й, у»، یا صامت روان «ل، ر / л, р» ختم شود،
- حرف «د / д»: اگر واژه پیشین به صامت‌های واک‌دار «ب ج د ز ع گ ۆ ھ / б, в, г, ғ, д, ж, з, һ» و یا صامت‌های خیوشمی «م ن ڭ / м, н, ң» ختم شوند،
- حرف «ت / т»: اگر واژه پیشین به صامت‌های بی‌واک «پ ت ر چ ح س ش ف ق ك / к, қ, п, с, т, ф, х, ц, ч, ш, щ» ختم شوند.

به نمونه‌های زیر از واژگان با انواع اشکال پسوند «لیق» توجه فرمایید:
- قۇدايلىق. құдайлық. (خدایی، الـٰهی)
- جادىگويلىك. жадыгөйлік. (جادوگری)
- ازاتتىق. азаттық. (آزادی)
- مەملەكەتتىك. мемлекеттік. (مملکتی، مرتبط با کشور)
- باقىتسىزدىق. бақытсыздық. (بدبختی، بدون بختی)
- مۇمكىندىك. мүмкіндік. (امکان، ممکن بودن)

### صرف حالت‌های اسم
| حالت    | پسوند | حالات ممکن                            | ٴومىرى «زندگی» | اۋا «هوا» | ٴتۇيىس «گره» | ٴسابىز «هویج» | باس «سر» | تۇز «نمک» |
| ------- | ----- | ------------------------------------- | -------------- | --------- | ------------ | ------------- | -------- | --------- |
| اسمی    | —     | —                                     | ٴومىرى         | اۋا       | ٴتۇيىس       | ٴسابىز        | باس      | تۇز       |
| مفعولی  | -NI   | -ٴنى، -نى، - ٴدى، -دى، - ٴتى، -تى، -ن | ٴومىرىنى       | اۋانى     | ٴتۇيىستى     | ٴسابىزدى      | باستى    | تۇزدى     |
| مالکیت  | -NIŋ  | -نىڭ، -ٴنىڭ، -دىڭ، -ٴدىڭ، -تىڭ، -ٴتىڭ | ٴومىرىنىڭ      | اۋانىڭ    | ٴتۇيىستىڭ    | ٴسابىزدىڭ     | باستىڭ   | تۇزدىڭ    |
| متممی   | -GA   | -گە، -عا، -كە، -قا، -نە، -نا          | ومىرىگە        | اۋاعا     | تۇيىسكە      | سابىزگە       | باسقا    | تۇزعا     |
| مکانی   | -DA   | -دە، -دا، -تە، -تا                    | ومىرىدە        | اۋادا     | تۇيىستە      | سابىزدە       | باستا    | تۇزدا     |
| افتراقی | -DAn  | -دەن، -دان، -تەن، -تان، -نەن، -نان    | ومىرىدەن       | اۋادان    | تۇيىستەن     | سابىزدەن      | باستان   | تۇزدان    |
| واسطه‌ای | -Men  | -مەن، -بەن، -پەن                      | ومىرىمەن       | اۋامەن    | تۇيىسپەن     | سابىزبەن      | باسپەن   | تۇزبەن    |

| حالت    | پسوند | حالات ممکن                         | кеме «کشتی» | ауа «هوا» | шелек «سطل» | сәбіз «هویج» | бас «سر» | тұз «نمک» |
| ------- | ----- | ---------------------------------- | ----------- | --------- | ----------- | ------------ | -------- | --------- |
| اسمی    | —     | —                                  | кеме        | ауа       | шелек       | сәбіз        | бас      | тұз       |
| مفعولی  | -NI   | -ні, -ны, -ді, -ды, -ті, -ты, -н   | кемені      | ауаны     | шелекті     | сәбізді      | басты    | тұзды     |
| مالکیت  | -NIŋ  | -нің, -ның, -дің, -дың, -тің, -тың | кеменің     | ауаның    | шелектің    | сәбіздің     | бастың   | тұздың    |
| متممی   | -GA   | -ге, -ға, -ке, -қа, -не, -на       | кемеге      | ауаға     | шелекке     | сәбізге      | басқа    | тұзға     |
| مکانی   | -DA   | -де, -да, -те, -та                 | кемеде      | ауада     | шелекте     | сәбізде      | баста    | тұзда     |
| افتراقی | -DAn  | -ден, -дан, -тен, -тан, -нен, -нан | кемеден     | ауадан    | шелектен    | сәбізден     | бастан   | тұздан    |
| واسطه‌ای | -Men  | -мен(ен) -бен(ен) -пен(ен)         | кемемен     | ауамен    | шелекпен    | сәбізбен     | баспен   | тұзбен    |

### ضمیرها
| مفرد                    | مفرد         | مفرد                        | جمع                     | جمع          | جمع           |
| قزاقی (سیلیلیک و لاتین) | قزاقی (عربی) | فارسی                       | قزاقی (سیلیلیک و لاتین) | قزاقی (عربی) | فارسی         |
| ----------------------- | ------------ | --------------------------- | ----------------------- | ------------ | ------------- |
| Мен (Men)               | مەن          | من                          | Біз (Bız)               | ٴبىز         | ما            |
| Сен (Sen)               | سەن          | تو (عامیانه)                | Сендер (Sender)         | سەندەر       | شما (جمع تو)  |
| Сіз (Sız)               | ٴسىز         | شما (یک شخص، از روی احترام) | Сіздер (Sızder)         | سىزدەر       | شما (جمع شما) |
| Ол (Ol)                 | ول           | او/ آن                      | Олар (Olar)             | ولار         | آن‌ها/ ایشان   |

.
| اسمی    | мен مەن         | сен سەن         | сіз ٴسىز       | ол ول         | біз ٴبىز       | сендер سەندەر       | сіздер سىزدەر       | олар ولار       |
| مفعولی  | мені مەنى       | сені سەنى       | сізді ٴسىزدى   | оны ونى       | бізді ٴبىزدى   | сендерді سەندەردى   | сіздерді سىزدەردى   | оларды ولاردى   |
| مالکیت  | менің مەنىڭ     | сенің سەنىڭ     | сіздің ٴسىزدىڭ | оның ونىڭ     | біздің ٴبىزدىڭ | сендердің سەندەردىڭ | сіздердің سىزدەردىڭ | олардың ولاردىڭ |
| متممی   | маған ماعان     | саған ساعان     | сізге سىزگە    | оған وعان     | бізге بىزگە    | сендерге سەندەرگە   | сіздерге سىزدەرگە   | оларға ولارعا   |
| مکانی   | менде مەندە     | сенде سەندە     | сізде سىزدە    | онда وندا     | бізде بىزدە    | сендерде سەندەردە   | сіздерде سىزدەردە   | оларда ولاردا   |
| افتراقی | менен مەنەن     | сенен سەنەن     | сізден سىزدەن  | онан ونان     | бізден بىزدەن  | сендерден سەندەردەن | сіздерден سىزدەردەن | олардан ولاردان |
| واسطه‌ای | менімен مەنىمەن | сенімен سەنىمەن | сізбен سىزبەن  | онымен ونىمەن | бізбен بىزبەن  | сендермен سەندەرمەن | сіздермен سىزدەرمەن | олармен ولارمەن |

.
|                        | ضمیر          | پسوند فعل مضارع                     | پسوند مالکیتی                                 | پسوند فعل ماضی / شرطی                                          |
| ---------------------- | ------------- | ----------------------------------- | --------------------------------------------- | -------------------------------------------------------------- |
| اول شخص مفرد           | мен مەن       | -мын / -мін -مىن / ٴ-مىن            | -(ы)м / -(і)м -م / -ىم / ٴ-ىم                 | -(ы)м -م / -ىم                                                 |
| دوم شخص مفرد           | сен سەن       | -сың / -сің -سىڭ / ٴ-سىڭ            | -(ы)ң / -(і)ң -ڭ / -ىڭ / ٴ-ىڭ                 | -(ы)ң -ڭ / -ىڭ                                                 |
| دوم شخص مفرد (شما)     | сіз ٴسىز      | -сыз / -сіз -سىز/ ٴ-سىز             | -(ы)ңыз/-(й)ңйз -ڭىز / -ىڭىز ، -ٴڭىز / -ٴىڭىز | -(ы)ңыз/-(й)ңйз -ڭىز / -ىڭىز ، -ٴڭىز / -ٴىڭىز                  |
| سوم شخص مفرد           | ол ول         | -                                   | -(с)ы / -(с)і -ى / -سى / ٴ-ى / ٴ-سى           | -(с)ы / -(с)і -ى / -سى / ٴ-ى / ٴ-سى                            |
| اول شخص جمع            | біз ٴبىز      | -мыз / -міз -مىز / ٴ-مىز            | -(ы)мыз -مىز / -ىمىز                          | -(ы)к/-(й)қ -ق/-يق، -ك/-ىك                                     |
| دوم شخص جمع            | сендер سەندەر | -сыңдар / -сіңдер -سىڭدار / -سىڭدەر | -ларың / -лерің -لارىڭ / -لەرىڭ               | -(ы)ңдар / -(і)ңдер -ڭدار / -ڭدەر / -ىڭدار/ -ىڭدەر             |
| دوم شخص جمع (محترمانه) | сіздер سىزدەر | -сыздар / -сіздер -سىزدار / -سىزدەر | -(ы)ңыз/-(й)ңйз -ڭىز / -ىڭىز ، -ٴڭىز / -ٴىڭىز | -(ы)ңыздар / -(і)ңіздер -ڭىزدار / -ڭىزدەر / -ىڭىزدار/ -ىڭىزدەر |
| سوم شخص جمع            | олар ولار     | -                                   | -лары / -лері -لارى / -لەرى                   | -(с)ы / -(с)і -ى / -سى / ٴ-ى / ٴ-سى                            |

### افعال

#### مصدرها
صرف فعل‌ها در زبان قزاقی، مانند سایر زبان‌های ترکی با اضافه کردن پسوندهای مختلف به ریشهٔ فعل تشکیل می‌شود. تلفظ و نوشتار این پسوندها به تبعیت از قانون هماهنگی مصوت‌ها و قانون هم‌خوانی صامت‌ها می‌توانند متفاوت باشند.
در زبان قزاقی، چندین نوع مصدر با کاربری‌های مختلف، با الصال پسوند‌های مختلف وجود دارد.
|                  |       | ашу / اشۋ ‌(باز کردن) | ашу / اشۋ ‌(باز کردن) | сүю / ٴسۇيۋ ‌(دوست داشتن) | сүю / ٴسۇيۋ ‌(دوست داشتن) | қорқу / قورقۋ ‌(ترسیدن) | қорқу / قورقۋ ‌(ترسیدن) | сүңгу / سۇڭگۋ ‌(شیرجه رفتن) | сүңгу / سۇڭگۋ ‌(شیرجه رفتن) |
| ---------------- | ----- | -------------------- | -------------------- | ------------------------ | ------------------------ | ---------------------- | ---------------------- | -------------------------- | -------------------------- |
| مصدر پایه / اسمی | -u    | ашу                  | اشۋ                  | сүю                      | ٴسۇيۋ                    | қорқу                  | قورقۋ                  | сүңгу                      | سۇڭگۋ                      |
| وجه وصفی گذشته   | -GAn  | ашқан                | اشقان                | сүйген                   | سۇيگەن                   | қорыққан               | قورىققان               | сүңгіген                   | سۇڭگىگەن                   |
| وجه وصفی آینده   | -Ar   | ашар                 | اشار                 | сүйер                    | سۇيەر                    | қорқар                 | قورقار                 | сүңгір                     | سۇڭگىر                     |
| وجه وصفی عبوری   | -AtIn | ашатын               | اشاتىن               | сүйетін                  | سۇيەتىن                  | қорқатын               | قورقاتىن               | сүңгитін                   | سۇڭگيتىن                   |
| مصدر قیدی        | -(I)p | ашып                 | اشىپ                 | сүйіп                    | ٴسۇيىپ                   | қорқып                 | قورقىپ                 | сүңгіп                     | سۇڭگىپ                     |

#### صرف افعال
در این جدول، بن فعل به رنگ سیاه، ضمائر شخصی مضارع به رنگ قرمز، ضمائر شخصی ماضی به رنگ آبی، ضمائر شخصی مالکیتی (که در صرف «آرزوئی» فعل کاربرد دارد) به رنگ سبز، و پسوندها و افعال کمکی مربوطهٔ هر زمان به رنگ بنفش نشان داده شده‌اند.
در جدول زیر، دو فعل نمونه، با مصوت‌ها و حروف صامت خود، که در طریقهٔ نوشتن و تلفظ پسوندها اثر دارد، صرف شده‌اند.
|                     | ашу / اشۋ ‌(باز کردن)                             | ашу / اشۋ ‌(باز کردن)                             | ашу / اشۋ ‌(باز کردن)                       | ашу / اشۋ ‌(باز کردن)                       | сүю / ٴسۇيۋ ‌(دوست داشتن)                           | сүю / ٴسۇيۋ ‌(دوست داشتن)                           | сүю / ٴسۇيۋ ‌(دوست داشتن)                     | сүю / ٴسۇيۋ ‌(دوست داشتن)                     |
|                     | ماضی ساده (باز کردم، ...)                        | ماضی ساده (باز کردم، ...)                        | ماضی نقلی (باز کرده‌ام، ...)                | ماضی نقلی (باز کرده‌ام، ...)                | ماضی ساده (دوست داشتم، ...)                        | ماضی ساده (دوست داشتم، ...)                        | ماضی نقلی (دوست داشته‌ام، ...)                | ماضی نقلی (دوست داشته‌ام، ...)                |
| ------------------- | ------------------------------------------------ | ------------------------------------------------ | ------------------------------------------ | ------------------------------------------ | -------------------------------------------------- | -------------------------------------------------- | -------------------------------------------- | -------------------------------------------- |
| мен / مەن           | аштым                                            | اشتىم                                            | ашқанмын                                   | اشقانمىن                                   | сүйдім                                             | ٴسۇيدىم                                            | сүйгенмін                                    | سۇيگەنمىن                                    |
| сен / سەن           | аштың                                            | اشتىڭ                                            | ашқансың                                   | اشقانسىڭ                                   | сүйдің                                             | ٴسۇيدىڭ                                            | сүйгенсің                                    | سۇيگەنسىڭ                                    |
| сіз / ٴسىز          | аштыңыз                                          | اشتىڭىز                                          | ашқансыз                                   | اشقانسىز                                   | сүйдіңіз                                           | ٴسۇيدىڭىز                                          | сүйгенсіз                                    | سۇيگەنسىز                                    |
| ол, олар / ول، ولار | ашты                                             | اشتى                                             | ашқан                                      | اشقان                                      | сүйді                                              | ٴسۇيدى                                             | сүйген                                       | سۇيگەن                                       |
| біз / ٴبىز          | аштық                                            | اشتىق                                            | ашқанбыз                                   | اشقانبىز                                   | сүйдік                                             | سۇيدىك                                             | сүйгенбіз                                    | سۇيگەنبىز                                    |
| сендер / سەندەر     | аштыңдар                                         | اشتىڭدار                                         | ашқансыңдар                                | اشقانسىڭدار                                | сүйдіңдер                                          | سۇيدىڭدەر                                          | сүйгенсіңдер                                 | سۇيگەنسىڭدەر                                 |
| сіздер / سىزدەر     | аштыңыздар                                       | اشتىڭىزدار                                       | ашқансыздар                                | اشقانسىزدار                                | сүйдіңіздер                                        | سۇيدىڭىزدەر                                        | сүйгенсіздер                                 | سۇيگەنسىزدەر                                 |
|                     | ماضی نقلی استنباطی (شندیده‌ام که باز کرده‌ام، ...) | ماضی نقلی استنباطی (شندیده‌ام که باز کرده‌ام، ...) | ماضی عادت‌وار (باز می‌کردم، ...)             | ماضی عادت‌وار (باز می‌کردم، ...)             | ماضی نقلی استنباطی (شندیده‌ام که دوست داشته‌ام، ...) | ماضی نقلی استنباطی (شندیده‌ام که دوست داشته‌ام، ...) | ماضی عادت‌وار (دوست می‌داشتم، ...)             | ماضی عادت‌وار (دوست می‌داشتم، ...)             |
| мен / مەن           | ашыппын                                          | اشىپپىن                                          | ашатынмын                                  | اشاتىنمىن                                  | сүйіппін                                           | ٴسۇيىپپىن                                          | сүйетінмін                                   | سۇيەتىنمىن                                   |
| сен / سەن           | ашыпсың                                          | اشىپسىڭ                                          | ашатынсың                                  | اشاتىنسىڭ                                  | сүйіпсің                                           | ٴسۇيىپسىڭ                                          | сүйетінсің                                   | سۇيەتىنسىڭ                                   |
| сіз / ٴسىز          | ашыпсыз                                          | اشىپسىز                                          | ашатынсыз                                  | اشاتىنسىز                                  | сүйіпсіз                                           | ٴسۇيىپسىز                                          | сүйетінсіз                                   | سۇيەتىنسىز                                   |
| ол, олар / ول، ولار | ашыпты                                           | اشىپتى                                           | ашатын                                     | اشاتىن                                     | сүйіпті                                            | ٴسۇيىپتى                                           | сүйетін                                      | سۇيەتىن                                      |
| біз / ٴبىز          | ашыппыз                                          | اشىپپىز                                          | ашатынбыз                                  | اشاتىنبىز                                  | сүйіппіз                                           | ٴسۇيىپپىز                                          | сүйетінбіз                                   | سۇيەتىنبىز                                   |
| сендер / سەندەر     | ашыпсыңдар                                       | اشىپسىڭدار                                       | ашатынсыңдар                               | اشاتىنسىڭدار                               | сүйіпсіңдер                                        | سۇيىپسىڭدەر                                        | сүйетінсіңдер                                | سۇيەتىنسىڭدەر                                |
| сіздер / سىزدەر     | ашыпсыздар                                       | اشىپسىزدار                                       | ашатынсыздар                               | اشاتىنسىزدار                               | сүйіпсіздер                                        | سۇيىپسىزدەر                                        | сүйетінсіздер                                | سۇيەتىنسىزدەر                                |
|                     | مضارع اخباری (باز می‌کنم، ...)                    | مضارع اخباری (باز می‌کنم، ...)                    | مستقبل احتمالی (باز خواهم کرد، ...)        | مستقبل احتمالی (باز خواهم کرد، ...)        | مضارع اخباری (دوست می‌دارم، ...)                    | مضارع اخباری (دوست می‌دارم، ...)                    | مستقبل احتمالی (دوست خواهم داشت، ...)        | مستقبل احتمالی (دوست خواهم داشت، ...)        |
| мен / مەن           | ашамын                                           | اشامىن                                           | ашармын                                    | اشارمىن                                    | сүйемін                                            | سۇيەمىن                                            | сүйермін                                     | سۇيەرمىن                                     |
| сен / سەن           | ашасың                                           | اشاسىڭ                                           | ашарсың                                    | اشارسىڭ                                    | сүйесің                                            | سۇيەسىڭ                                            | сүйерсің                                     | سۇيەرسىڭ                                     |
| сіз / ٴسىز          | ашасыз                                           | اشاسىز                                           | ашарсыз                                    | اشارسىز                                    | сүйесіз                                            | سۇيەسىز                                            | сүйерсіз                                     | سۇيەرسىز                                     |
| ол, олар / ول، ولار | ашады                                            | اشادى                                            | ашар                                       | اشار                                       | сүйеді                                             | سۇيەدى                                             | сүйер                                        | سۇيەر                                        |
| біз / ٴبىز          | ашамыз                                           | اشامىز                                           | ашармыз                                    | اشارمىز                                    | сүйеміз                                            | سۇيەمىز                                            | сүйерміз                                     | سۇيەرمىز                                     |
| сендер / سەندەر     | ашасыңдар                                        | اشاسىڭدار                                        | ашарсыңдар                                 | اشارسىڭدار                                 | сүйесіңдер                                         | سۇيەسىڭدەر                                         | сүйерсіңдер                                  | سۇيەرسىڭدەر                                  |
| сіздер / سىزدەر     | ашасыздар                                        | اشاسىزدار                                        | ашарсыздар                                 | اشارسىزدار                                 | сүйесіздер                                         | سۇيەسىزدەر                                         | сүйерсіздер                                  | سۇيەرسىزدەر                                  |
|                     | مضارع استمراری ساده (دارم باز می‌کنم، ...)        | مضارع استمراری ساده (دارم باز می‌کنم، ...)        | ماضی استمراری ساده (داشتم باز می‌کردم، ...) | ماضی استمراری ساده (داشتم باز می‌کردم، ...) | مضارع استمراری ساده (دارم دوست می‌دارم، ...)        | مضارع استمراری ساده (دارم دوست می‌دارم، ...)        | ماضی استمراری ساده (داشتم دوست می‌داشتم، ...) | ماضی استمراری ساده (داشتم دوست می‌داشتم، ...) |
| мен / مەن           | ашып жатырмын                                    | اشىپ جاتىرمىن                                    | ашып жатырдым                              | اشىپ جاتىردىم                              | сүйіп жатырмын                                     | ٴسۇيىپ جاتىرمىن                                    | сүйіп жатырдым                               | ٴسۇيىپ جاتىردىم                              |
| сен / سەن           | ашып жатырсың                                    | اشىپ جاتىرسىڭ                                    | ашып жатырың                               | اشىپ جاتىردىڭ                              | сүйіп жатырсың                                     | ٴسۇيىپ جاتىرسىڭ                                    | сүйіп жатырдың                               | ٴسۇيىپ جاتىردىڭ                              |
| сіз / ٴسىز          | ашып жатырсыз                                    | اشىپ جاتىرسىز                                    | ашып жатырыңыз                             | اشىپ جاتىردىڭىز                            | сүйіп жатырсыз                                     | ٴسۇيىپ جاتىرسىز                                    | сүйіп жатырдыңыз                             | ٴسۇيىپ جاتىردىڭىز                            |
| ол, олар / ول، ولار | ашып жатыр                                       | اشىپ جاتىر                                       | ашып жатыры                                | اشىپ جاتىردى                               | сүйіп жатыр                                        | ٴسۇيىپ جاتىر                                       | сүйіп жатырды                                | ٴسۇيىپ جاتىردى                               |
| біз / ٴبىز          | ашып жатырмыз                                    | اشىپ جاتىرمىز                                    | ашып жатырық                               | اشىپ جاتىردىق                              | сүйіп жатырмыз                                     | ٴسۇيىپ جاتىرمىز                                    | сүйіп жатырдық                               | ٴسۇيىپ جاتىردىق                              |
| сендер / سەندەر     | ашып жатырсыңдар                                 | اشىپ جاتىرسىڭدار                                 | ашып жатырыңдар                            | اشىپ جاتىردىڭدار                           | сүйіп жатырсыңдар                                  | ٴسۇيىپ جاتىرسىڭدار                                 | сүйіп жатырдыңдар                            | ٴسۇيىپ جاتىردىڭدار                           |
| сіздер / سىزدەر     | ашып жатырсыздар                                 | اشىپ جاتىرسىزدار                                 | ашып жатырыңыздар                          | اشىپ جاتىردىڭىزدار                         | сүйіп жатырсыздар                                  | ٴسۇيىپ جاتىرسىزدار                                 | сүйіп жатырдыңыздар                          | ٴسۇيىپ جاتىردىڭىزدار                         |
|                     | آرزوئی (باز کردنم می‌آید، ...)                    | آرزوئی (باز کردنم می‌آید، ...)                    | مستقبل قصدی (قصد دارم باز کنم، ...)        | مستقبل قصدی (قصد دارم باز کنم، ...)        | آرزوئی (دوست داشتنم می‌آید، ...)                    | آرزوئی (دوست داشتنم می‌آید، ...)                    | مستقبل قصدی (قصد دارم دوست بدارم، ...)       | مستقبل قصدی (قصد دارم دوست بدارم، ...)       |
| мен / مەن           | ашқым келеді                                     | اشقىم كەلەدى                                     | ашпақпын                                   | اشپاقپىن                                   | сүйгім келеді                                      | سۇيگىم كەلەدى                                      | сүймекпін                                    | سۇيمەكپىن                                    |
| сен / سەن           | ашқың келеді                                     | اشقىڭ كەلەدى                                     | ашпақсың                                   | اشپاقسىڭ                                   | сүйгің келеді                                      | سۇيگىڭ كەلەدى                                      | сүймексің                                    | سۇيمەكسىڭ                                    |
| сіз / ٴسىز          | ашқыңыз келеді                                   | اشقىڭىز كەلەدى                                   | ашпақсыз                                   | اشپاقسىز                                   | сүйгіңіз келеді                                    | سۇيگىڭىز كەلەدى                                    | сүймексіз                                    | سۇيمەكسىز                                    |
| ол, олар / ول، ولار | ашқысы келеді                                    | اشقىسى كەلەدى                                    | ашпақ                                      | اشپاق                                      | сүйгісі келеді                                     | سۇيگىسى كەلەدى                                     | сүймек                                       | سۇيمەك                                       |
| біз / ٴبىز          | ашқымыз келеді                                   | اشقىمىز كەلەدى                                   | ашпақпыз                                   | اشپاقپىز                                   | сүйгіміз келеді                                    | سۇيگىمىز كەلەدى                                    | сүймекпіз                                    | سۇيمەكپىز                                    |
| сендер / سەندەر     | ашқыларың келеді                                 | اشقىلارىڭ كەلەدى                                 | ашпақсыңдар                                | اشپاقسىڭدار                                | сүйгілерің келеді                                  | سۇيگىلەرىڭ كەلەدى                                  | сүймексіңдер                                 | سۇيمەكسىڭدەر                                 |
| сіздер / سىزدەر     | ашқыларыңыз келеді                               | اشقىلارىڭىز كەلەدى                               | ашпақсыздар                                | اشپاقسىزدار                                | сүйгілеріңіз келеді                                | سۇيگىلەرىڭىز كەلەدى                                | сүймексіздер                                 | سۇيمەكسىزدەر                                 |
|                     | مضارع شرطی ([اگر] باز بکنم، ...)                 | مضارع شرطی ([اگر] باز بکنم، ...)                 | امری/مضارع التزامی (باز کنم!، ...)         | امری/مضارع التزامی (باز کنم!، ...)         | مضارع شرطی ([اگر] دوست داشته باشم، ...)            | مضارع شرطی ([اگر] دوست داشته باشم، ...)            | امری/مضارع التزامی (دوست داشته باشم!، ...)   | امری/مضارع التزامی (دوست داشته باشم!، ...)   |
| мен / مەن           | ашсам                                            | اشسام                                            | ашайын                                     | اشايىن                                     | сүйсем                                             | سۇيسەم                                             | сүйейін                                      | سۇيەيىن                                      |
| сен / سەن           | ашсаң                                            | اشساڭ                                            | аш                                         | اش                                         | сүйсең                                             | سۇيسەڭ                                             | сүй                                          | ٴسۇي                                         |
| сіз / ٴسىز          | ашсаңіз                                          | اشساڭىز                                          | ашыңыз                                     | اشىڭىز                                     | сүйсеңыз                                           | سۇيسەڭىز                                           | сүйіңіз                                      | ٴسۇيىڭىز                                     |
| ол, олар / ول، ولار | ашса                                             | اشسا                                             | ашсын                                      | اشسىن                                      | сүйсе                                              | سۇيسە                                              | сүйсін                                       | ٴسۇيسىن                                      |
| біз / ٴبىز          | ашсақ                                            | اشساق                                            | ашайық                                     | اشايىق                                     | сүйсек                                             | سۇيسەك                                             | сүйейік                                      | سۇيەيىك                                      |
| сендер / سەندەر     | ашсаңдар                                         | اشساڭدار                                         | ашыңдар                                    | اشىڭدار                                    | сүйсеңдер                                          | سۇيسەڭدەر                                          | сүйіңдер                                     | سۇيىڭدەر                                     |
| сіздер / سىزدەر     | ашаңыздар                                        | اشاڭىزدار                                        | ашарыңыздар                                | اشىڭىزدار                                  | сүйсеңіздер                                        | سۇيسەڭىزدەر                                        | сүйіңіздер                                   | سۇيىڭىزدەر                                   |

فعل‌های منفی با اضافه کردن پسوند منفی‌ساز «ـما»، «ـمە»، «ـپا»، «ـپە»، «ـبا» یا «ـبە» (بر طبق قانون هماهنگی مصوت‌ها و هم‌خوانی صامت‌ها) به بن فعل ساخته می‌شوند. جدول زیر نمونه‌هایی از مصادر منفی افعال با هر یک از این پسوندها را نشان می‌دهد.
|           | атау / آتاۋ ‌(نامیدن) | атау / آتاۋ ‌(نامیدن) | сүю / ٴسۇيۋ ‌(دوست داشتن) | сүю / ٴسۇيۋ ‌(دوست داشتن) | ашу / اشۋ ‌(باز کردن) | ашу / اشۋ ‌(باز کردن) | кету / كەتۋ ‌(رفتن) | кету / كەتۋ ‌(رفتن) | даму / دامۋ ‌(توسعه یافتن) | даму / دامۋ ‌(توسعه یافتن) | көму / كومۋ ‌(دفن کردن) | көму / كومۋ ‌(دفن کردن) |
| --------- | -------------------- | -------------------- | ------------------------ | ------------------------ | -------------------- | -------------------- | ------------------ | ------------------ | ------------------------- | ------------------------- | ---------------------- | ---------------------- |
| مصدر مثبت | атау                 | اتاۋ                 | сүю                      | ٴسۇيۋ                    | ашу                  | اشۋ                  | кету               | كەتۋ               | даму                      | دامۋ                      | көму                   | كومۋ                   |
| مصدر منفی | атамау               | اتاماۋ               | сүймеу                   | سۇيمەۋ                   | ашпау                | اشپاۋ                | кетпеу             | كەتپەۋ             | дамбау                    | دامباۋ                    | көмбеу                 | كومبەۋ                 |

جدول زیر صرف ماضی ساده و مضارع اخباری منفی را نشان می‌دهد.
|                     | ашпау / اشپاۋ ‌(باز نکردن)  | ашпау / اشپاۋ ‌(باز نکردن)  | ашпау / اشپاۋ ‌(باز نکردن)      | ашпау / اشپاۋ ‌(باز نکردن)      | сүймеу/ سۇيمەۋ ‌(دوست نداشتن) | сүймеу/ سۇيمەۋ ‌(دوست نداشتن) | сүймеу/ سۇيمەۋ ‌(دوست نداشتن)   | сүймеу/ سۇيمەۋ ‌(دوست نداشتن)   |
|                     | ماضی ساده (باز نکردم، ...) | ماضی ساده (باز نکردم، ...) | مضارع اخباری (باز نمی‌کنم، ...) | مضارع اخباری (باز نمی‌کنم، ...) | ماضی ساده (دوست نداشتم، ...) | ماضی ساده (دوست نداشتم، ...) | مضارع اخباری (دوست ندارم، ...) | مضارع اخباری (دوست ندارم، ...) |
| ------------------- | -------------------------- | -------------------------- | ------------------------------ | ------------------------------ | ---------------------------- | ---------------------------- | ------------------------------ | ------------------------------ |
| мен / مەن           | ашпадым                    | اشپادىم                    | ашпаймын                       | اشپايمىن                       | сүймедім                     | سۇيمەدىم                     | сүймеймін                      | سۇيمەيمىن                      |
| сен / سەن           | ашпадың                    | اشپادىڭ                    | ашпайсың                       | اشپايسىڭ                       | сүймедің                     | سۇيمەدىڭ                     | сүймейсің                      | سۇيمەيسىڭ                      |
| сіз / ٴسىز          | ашпадыңыз                  | اشپادىڭىز                  | ашпайсыз                       | اشپايسىز                       | сүймедіңіз                   | سۇيمەدىڭىز                   | сүймейсіз                      | سۇيمەيسىز                      |
| ол, олар / ول، ولار | ашпады                     | اشپادى                     | ашпайды                        | اشپايدى                        | сүймеді                      | سۇيمەدى                      | сүймейді                       | سۇيمەيدى                       |
| біз / ٴبىز          | ашпадық                    | اشپادىق                    | ашпаймыз                       | اشپايمىز                       | сүймедік                     | سۇيمەدىك                     | сүймейміз                      | سۇيمەيمىز                      |
| сендер / سەندەر     | ашпадыңдар                 | اشپادىڭدار                 | ашпайсыңдар                    | اشپايسىڭدار                    | сүймедіңдер                  | سۇيمەدىڭدەر                  | сүймейсіңдер                   | سۇيمەيسىڭدەر                   |
| сіздер / سىزدەر     | ашпадыңыздар               | اشپادىڭىزدار               | ашпайсыздар                    | اشپايسىزدار                    | сүймедіңіздер                | سۇيمەدىڭىزدەر                | сүймейсіздер                   | سۇيمەيسىزدەر                   |

#### نمودهای فعلی و زمان
در زبان قزاقی، علاوه بر فعل استمراری ساده که با فعل کمکی خاص خود ساخته می‌شود (همانطور که در جدول بالا نشان داده شده است)، نمودها و حالات دیگری از نوع استمراری نیز وجود دارد. این انواع، با استفاده از افعال کمکی خاص دیگری درست می‌شوند.
افعال استمراری نیز، با صرف زمانی فعل کمکی، می‌توانند مفاهیم مضارع استمراری، ماضی استمراری، و غیره را ادا کنند (همانطور که در جدول بالا نشان داده شده است).
| نمود            | قزاق (اول شخص)            | ترجمه فارسی                                 | قزاق (سوم شخص)                                   | ترجمه فارسی                                              | فعل کمکی |
| --------------- | ------------------------- | ------------------------------------------- | ------------------------------------------------ | -------------------------------------------------------- | --- |
| غیر استمراری    | Жеймін‎ جەيمىن             | من می‌خورم                                   | Суда балық жүзеді. سۋدا بالىق جۇزەدى.            | ماهی در آب شنا کرد.                                      | هیچ |
| استمراری ساده   | Жеп жатырмын‎ جەپ جاتىرمىن | من دارم می‌خورم.                             | Суда балық жүзіп жатыр. سۋدا بالىق ٴجۇزىپ جاتىر. | ماهی در آب دارد شنا می‌کند.                               | жату / جاتۋ－ به معنی لغوی «دراز کشیدن» فعل کمکی «در حال [انجام کاری] بودن»                                  |
| استمراری تداومی | Жеп отырмын‎ جەپ وتىرمىن   | من [چند وقتی است که نشسته‌ام] و دارم می‌خورم. | оқушы кітап оқып отыр. وقۇشى كىتاپ وقىپ وتىر.    | دانش‌آموز [چند وقتی است که نشسته‌است] و دارد کتاب می‌خواند. | отыру / وتىرۋ – به معنی لغوی «نشستن» فعل کمکی «همین الان در حالتِ مشغول [انجام کاری] بودن»                    |
| استمراری لحظه‌ای | Жеп тұрмын‎ جەپ تۇرمىن     | من [همبن الان، در همین لحظه] دارم می‌خورم.   | Суда балық жүзіп тұр. سۋدا بالىق ٴجۇزىپ تۇر.     | ماهی [همبن الان، در همین لحظه] در آب دارد شنا می‌کند.     | тұру / تۇرۋ – به معنی لغوی «ایستادن» فعل کمکی «در حال [انجام کاری مستمراً] ماندن»                             |
| عادتی           | Жеп жүрмін‎ جەپ ٴجۇرمىن    | من [هر روز/معمولا، فلان چیز را] می‌خورم.     | Суда балық жүзіп жүр. سۋدا بالىق ٴۇزىپ ٴجۇر.     | ماهی در آب [بر طبق معمول] مشغول شنا کردن است.            | жүру / ءٴجۇرۋ – به معنی لغوی «راه رفتن» فعل کمکی «مشغول [انجام کاری] بودن» (عملی پویا، عادی، یا تکرار شونده) |

### فعل و پسوند فعلی «بودن»
معادل فعل «بودن» یا «نبودن» در زبان قزاقی، به مانند هر زبان دیگری، از اهمیت ویژه برخوردار بوده و قواعد خاص خود را نیز دارد.
در زبان قزاقی، دو گروه کلی وجود دارد، مضارع ساده و سایر صرف‌ها و زمان‌ها. «بودن» و یا «نبودن» در مضارع ساده، با پسوندهای ضمیری ادا می شوند. در سایر حالات و صرف‌ها، از فعل بولۋ / болу استفاده می شود. این فعل، کاربردها و معانی زیادی دارد، به معنی «بودن»، «شدن»، «وجود داشتن» یا «مالکیت داشتن»، «به وقوع پیوستن»، ابراز آرزو یا تصمیم‌ «بر من انجام فلان کار بودن»، و غیره.
جدول زیر لیست پسوندهای ضمیری فعل «بودن» برای هر شخص را لیست کرده است. برای پسوندهای ضمیری اول شخص مفرد و جمع، چند تعداد پسوند با حروف صامت مختلفی چون «م»، «پ»، و «ب» لیست شده است. در زبان قزاقی، انتخاب پسوند صحیح اول شخص، تابع قواعد خاص «همگونی صامتها» است، و با توجه به این که واژه به چه حرف و صدای ختم شود، انجام می شود. برای همهٔ ضمیرها، حرف یا حروف مصوتِ ضمیر،‌ به تابعیت و در هماهنگی با مصوت‌های واژه‌ای که به آن می پیوندد، یا مصوت پسین می شود، یا مصوت پیشین. بر خلاف برخی دیگر از زبان‌های ترکی، در رسم الخط قزاقی، چه سیریلیک، چه عربی، چه لاتین، هماهنگیِ گردیِ مصوت بازتاب داده نمی شود.
|                        | ضمیر          | پسوند                                                                            |
| ---------------------- | ------------- | -------------------------------------------------------------------------------- |
| اول شخص مفرد           | مەن мен       | -مىن / ٴ-مىن (-بىن / ٴ-بىن)(-پىن / ٴ-پىن) -мын / -мін (-бын / -бін)(-пын / -пін) |
| دوم شخص مفرد           | سەن сен       | -سىڭ / ٴ-سىڭ -сың / -сің                                                         |
| دوم شخص مفرد (شما)     | ٴسىز сіз      | -سىز/ ٴ-سىز -сыз / -сіз                                                          |
| سوم شخص مفرد           | ول ол         | -                                                                                |
| اول شخص جمع            | ٴبىز біз      | -مىز / ٴ-مىز (-بىز / ٴ-بىز)(-پىز / ٴ-پىز) -мыз / -міз (-быз / -біз)(-пыз / -піз) |
| دوم شخص جمع            | سەندەر сендер | -سىڭدار / -سىڭدەر -сыңдар / -сіңдер                                              |
| دوم شخص جمع (محترمانه) | سىزدەر сіздер | -سىزدار / -سىزدەر -сыздар / -сіздер                                              |
| سوم شخص جمع            | ولار олар     | -                                                                                |

پسوندهای اول شخص مفرد تابع قواعد زیر هستند:
- پسوند «-مىن،  ٴ-مىن / -мын, -мін»: اگر واژه پیشین به حرف مصوت یا صامت نیم‌واکه «ي ۋ / й, у»، صامت‌های خیوشمی «م ن ڭ / м, н, ң»، و یا صامت روان «ل، ر / л, р» ختم شوند،
- پسوند «-بىن،  ٴ-بىن / -бын, -бін»: اگر واژه پیشین به صامت‌های واک‌دار «ب ج د ز ع گ ۆ ھ / б, в, г, ғ, д, ж, з, һ» ختم شوند،
- پسوند «-پىن،  ٴ-پىن / -пын, -пін»: اگر واژه پیشین به صامت‌های بی‌واک «پ ت ر چ ح س ش ف ق ك / к, қ, п, с, т, ф, х, ц, ч, ш, щ» ختم شوند.

نمونه‌های زیر، جملاتی صرف شده برای فاعل اول شخص مفرد می باشند؛ اشکال و املاءهای مختلف این ضمیر، و همینطور کاربردهای مختلف این پسوند فعلی را ببینید:
| مەن دارىگەرمىن.           | Мен дәрігермін.           | من پزشکم.          | مەن مۇعالىممىن.      | Мен мұғаліммін.      | من معلمم.            |
| مەن ۇلكەنمىن.             | Мен үлкенмін.             | من بزرگم.          | مەن بايمىن.          | Мен баймын.          | من غنی‌ام.            |
| مەن ەكىنشىمىن.            | Мен екіншімін.            | من دُومم.           | مەن تىڭداۋشىمىن.     | Мен тыңдаушымын.     | من شنونده‌ام.         |
| مەن ٴانشىمىن.             | Мен әншімін.              | من خواننده‌ام.      | مەن ورىنباسارمىن.    | Мен орынбасармын.    | من معاون/دستیارم.    |
| مەن ونىڭ دوسىمىن.         | Мен оның досымын.         | من دوست اویم.      | مەن وسىندامىن.       | Мен осындамын.       | من اینجام.           |
| مەن رەسەيدەنمىن.          | Мен Ресейденмін.          | من از روسیه هستم.  | مەن قازاقستاننانمىن. | Мен Қазақстаннанмын. | من از قزاقستان هستم. |
| مەن ون توعىزدامىن.        | Мен он тоғыздамын.        | من ۱۹ ساله‌ام.      | مەن جيىرما ەكىدەمىن. | Мен жиырма екідемін. | من ۲۲ ساله‌ام.        |
| مەن دۇكەندەمىن.           | Мен дүкендемін.           | من در دکانم.       | مەن جۇمىستامىن.      | Мен жұмыстамын.      | من سر کارم.          |
| مەن ورازبىن.              | Мен Оразбын.              | من اوراز هستم.     | مەن قىزبىن.          | Мен қызбын.          | من دخترم.            |
| مەن جۇلدىزبىن.            | Мен жұлдызбын.            | من ستاره‌ام.        | مەن جالعىزبىن.       | Мен жалғызбын.       | من تنهاام.           |
| مەن سىزدىڭ كومەكشىڭىزبىن. | Мен сіздің көмекшіңізбін. | من کمک‌دست شماام.   |                      |                      |                      |
| مەن جاسپىن.               | Мен жаспын.               | من جوانم.          | مەن ستۋدەنتپىن.      | Мен студентпін.      | من دانش‌جوام.         |
| مەن باستىقپىن.            | Мен бастықпын.            | من سردمدارم/رئیسم. | مەن ۇشقىشپىن.        | Мен ұшқышпын.        | من خلبانم.           |
| مەن ورىسپىن.              | Мен орыспын.              | من روسم.           | مەن قازاقپىن.        | Мен қазақпын.        | من قزاقم.            |

برای فعل «نبودن» در زمان مضارع ساده، از تک‌واژه «ەمەس / емес» به علاوهٔ پسوند ضمیری فعل «بودن» استفاده می شود. چون‌که این واژه برای تمامی کابردها ثابت است، برای اول شخص مفرد و جمع، تنها به یکی از ضمیرها، تابع مصوتهای واژهٔ «ەمەس / емес» و حرف صامت آخر آن، نیاز است: «ەمەسپىن / емеспін» برای اول شخص مفرد، «ەمەسپىز / емеспіз» برای اول شخص جمع.
| مەن دارىگەر ەمەسپىن.    | Мен дәрігер емеспін.    | من پزشک نیستم.    | مەن مۇعالىم ەمەسپىن.  | Мен мұғалім емеспін.  | من معلم نیستم.     |
| مەن عالىم ەمەسپىن.      | Мен ғалым емеспін.      | من عالم نیستم.    | مەن باي ەمەسپىن.      | Мен бай емеспін.      | من غتی نیستم.      |
| مەن ونىڭ دوسى ەمەسپىن.  | Мен оның досы емеспін.  | من دوست او نیستم. | مەن رەسەيدەن ەمەسپىن. | Мен Ресейден емеспін. | من از روسیه نیستم. |
| مەن ون توعىزدا ەمەسپىن. | Мен он тоғызда емеспін. | من ۱۹ ساله نیستم. | مەن جۇمىستا ەمەسپىن.  | Мен жұмыста емеспін.  | من سر کار نیستم.   |

پسوندهای اول شخص جمع تابع قواعد زیر هستند:
- پسوند «-مىز،  ٴ-مىز / -мыз, -міз»: اگر واژه پیشین به حرف مصوت یا صامت نیم‌واکه «ي ۋ / й, у»، و یا صامت روان «ل، ر / л, р» ختم شوند،
- پسوند «-بىز،  ٴ-بىز / -быз, -біз»: اگر واژه پیشین به صامت‌های خیوشمی «م ن ڭ / м, н, ң» و یا صامت‌های واک‌دار «ب ج د ز ع گ ۆ ھ / б, в, г, ғ, д, ж, з, һ» ختم شوند،
- پسوند «-پىز،  ٴ-پىز / -пыз, -піз»: اگر واژه پیشین به صامت‌های بی‌واک «پ ت ر چ ح س ش ف ق ك / к, қ, п, с, т, ф, х, ц, ч, ш, щ» ختم شوند.

نمونه‌های زیر، جملاتی صرف شده برای فاعل اول شخص جمع می باشد:
| ٴبىز وسىندامىز.   | Біз осындамыз.   | ما اینجاییم.    | ٴبىز كۇشتىمىز.     | Біз күштіміз.     | ما قوی‌ایم.             |
| ٴبىز جاقسىمىز.    | Біз жақсымыз.    | ما خوبیم.       | ٴبىز دارىگەرمىز.   | Біз дәрігерміз.   | ما پزشکیم.             |
| ٴبىز ادەمىمىز.    | Біз әдемiмiз.    | ما زیباییم.     | ٴبىز ٴانشىمىز.     | Біз әншіміз.      | ما خواننده‌ایم.         |
| ٴبىز ٴبىرىنشىمىز. | Біз біріншімiз.  | ما اولینیم.     | ٴبىز تىڭداۋشىمىز.  | Біз тыңдаушымыз.  | ما شنونده‌ایم.          |
| ٴبىز دۇكەندەمىز.  | Біз дүкендемiз.  | ما در دکانیم.   | ٴبىز جۇمىستامىز.   | Біз жұмыстамыз.   | ما سر کاریم.           |
| ٴبىز جۇلدىزبىز.   | Біз жұлдызбыз.   | ما ستاره‌ایم.    | ٴبىز ەگىزبىز.      | Біз егізбіз.      | ما دوقلوایم.           |
| ٴبىز مۇعالىمبىز.  | Біз мұғалімбыз.  | ما معلمیم.      | ٴبىز استانادانبىز. | Біз Астанаданбыз. | ما از [شهر] آستانه‌ایم. |
| ٴبىز رەسەيدەنبىز. | Біз Ресейденбіз. | ما از روسیه‌ایم. | ٴبىز قىتايدانبىز.  | Біз Қытайданбыз.  | ما از چینیم            |
| ٴبىز جاسپىز.      | Біз жаспыз.      | ما جوانیم.      | ٴبىز ستۋدەنتپىز.   | Біз студентпіз.   | ما دانش‌جوایم.          |
| ٴبىز قوناقپىز.    | Біз қонақпыз.    | ما میهمانیم.    | ٴبىز تانىسپىز با؟  | Біз таныспыз ба?  | ما با هم آیا آشناایم؟  |
| ٴبىز بوسپىز.      | Біз боспыз.      | ما سر خلوت‌ایم.  | ٴبىز ورىسپىز.      | Біз орыспыз.      | ما روسیم.              |
| ٴبىز بوسپىز.      | Біз боспыз.      | ما سر خلوت‌ایم.  | ٴبىز قازاقپىز.     | Біз қазақпыз.     | ما قزاقیم.             |

و در جدول زیر، نمونه‌هایی از جملات منفی «نبودن» برای دوم شخص جمع با استفاده از واژه منفی‌ساز «ەمەس / емес»:
| ٴبىز دارىگەر ەمەسپىز.  | Біз дәрігер емеспіз. | ما پزشک نیستیم.    | ٴبىز ەگىز ەمەسپىز.      | Біз егіз емеспіз.      | ما دوقلو نیستیم.           |
| ٴبىز بوس ەمەسپىز.      | Біз бос емеспіз.     | ما سر خلوت نیستیم. | ٴبىز تانىس ەمەسپىز.     | Біз таныс емеспіз.     | ما آشنا نیستیم.            |
| ٴبىز ارىپتەس ەمەسپىز.  | Біз әріптес емеспіз. | ما همکار نیستیم.   | ٴبىز ورىس ەمەسپىز.      | Біз орыс емеспіз.      | ما روس نیستیم.             |
| ٴبىز ٴبىرىنشى ەمەسپىز. | Біз бірінші емеспіз. | ما اولین نیستیم.   | ٴبىز استانادان ەمەسپىز. | Біз Астанадан емеспіз. | ما از [شهر] آستانه نیستیم. |

برای دوم شخص مفرد عادی، از پسوند «-سىڭ، ٴ-سىڭ / -сың, -сің» استفاده می شود. بر خلاف ضمائر اول شخص، برای دوم شخص،‌ دیگر نیاز به توجه استفاده از صامتِ صحیح نیست و این ضمیر تنها با یک صامت نوشته می شود. برای این ضمیر تنها باید به قانون هماهنگی مصوت‌ها توجه داشت؛ واکهٔ این ضمیر، به تابعیت و در هماهنگی با مصوت‌های واژه‌ای که به آن می پیوندد، یا مصوت پسین می شود، یا مصوت پیشین.
برای دوم شخص مفرد محترمانه، از ضمیر «-سىز، ٴ-سىز / -сыз, -сіз» استفاده می شود، با همان ویژگی‌های ضمیر دوم شخص مفرد عادی.
برای دوم شخص جمع عادی، از ضمیر «-سىڭدار، -سىڭدەر / -сыңдар, -сіңдер» استفاده می شود، و برای برای دوم شخص جمع محترمانه از ضمیر «-سىزدار، -سىزدەر / -сыздар, -сіздер».
نمونه‌های زیر، جملاتی صرف شده مثبت و منفی برای فاعل دوم شخص می باشد:
| سەن وقۇشىسىڭ.             | Сен оқушысың.             | تو دانش‌آموزی.            | سەن دارىگەرسىڭ.           | Сен дәрігерсің.           | تو پزشکی.                   |
| سەن قوناقسىڭ.             | Сен қонақсың.             | تو میهمانی.              | سەن وتە جاقسى ٴانشىسىڭ.   | Сен өте жақсы әншісің.    | تو خوانندهٔ بسیار خوبی هستی. |
| سەن رەسەيدەنسىڭ.          | Сен Ресейденсің.          | تو از روسیه‌ای.           | سەن قىتايدانسىڭ.          | Сен Қытайдансың.          | تو از چین هستی.             |
| سەن ونىڭ ۇلىسىڭ.          | Сен оның ұлысың.          | تو پسر او هستی.          | سەن كىمسىڭ؟               | Сен кімсің?               | تو کیستی؟                   |
| سەن بوسسىڭ با؟            | Сен боссың ба?            | آیا تو سر خلوتی؟         | سەن قۋانىشتىسىڭ با؟       | Сен қуаныштысың ба?       | تو آیا شادی؟                |
| سەن قانشا جاستاسىڭ؟       | Сен қанша жастасың؟       | تو چند ساله‌ای؟           | سەن قانشاداسىڭ؟           | Сен қаншадасың?           | تو چند ساله‌ای؟              |
| سەن شىدامدى ەمەسسىڭ.      | Сен шыдамды емессің.      | تو صبور نیستی.           | سەن باستىق ەمەسسىڭ.       | Сен бастық емессің.       | تو سردمدار/رئیس نیستی       |
| سەندەر وقۇشىسىڭدار.       | Сендер оқушысыңдар.       | شماها دانش‌آموزید.        | سەندەر دارىگەرسىڭدەر.     | Сендер дәрігерсіңдер.     | شماها پزشکید.               |
| سەندەر شىماندىسىڭدار.     | Сендер шыдамдысыңдар.     | شماها صبورید.            | سەندەر انشىسىڭدەر.        | Сендер әншісіңдер.        | شماها خواننده‌اید.           |
| سەندەر كىمسىڭدەر؟         | Сендер кімсіңдер.         | شماها کی هستید؟          | سەندەر بوسسىڭدار ما؟      | Сендер боссыңдар ма?      | آیا شماها سر خلوتید؟        |
| سەندەر جالقاۋ ەمەسسىڭدەر. | Сендер жалқау емессіңдер. | شماها تنبل نیستید.       | سەندەر زاڭگەر ەمەسسىڭدەر. | Сендер заңгер емессіңдер. | شماها وکیل نیستید.          |
| ٴسىز دارىگەرسىز.          | Сіз дәрігерсіз.           | شما پزشکی.               | ٴسىز قوناقسىز.            | Сіз қонақсыз.             | شما میهمانی.                |
| ٴسىز كومەكشىسىز.          | Сіз көмекшісіз.           | شما کمک‌حالی.             | ٴسىز باس مامانسىز.        | Сіз бас мамансыз.         | شما متخصص اصلی‌ای.           |
| ٴسىز رەسەيدەنسىز.         | Сіз Ресейденсіз.          | شما از روسیه‌ای.          | ٴسىز قاي جەردەنسىز؟       | Сіз қай жерденсіз?        | شما اهل کجا هستی؟           |
| ٴسىز كىمسىز؟              | Сіз кімсіз?               | شما کی هستی؟             | ٴسىز باستىقسىز با؟        | Сіз бастықсыз ба?         | شما سردمدار/رئیس هستی؟      |
| ٴسىز نەشەدەسىز؟           | Сіз нешедесіз?            | شما چند سالتان‌ است؟      | ٴسىز دۇكەندەسىز بە؟       | Сіз дүкендесыз бе?        | شما در دکان هستی؟           |
| ٴسىز سۋرەتشى ەمەسسىز.     | Сіз суретші емессіз.      | شما نقاش (صورتچی) نیستی. | ٴسىز ٴبىرىنشى ەمەسسىز.    | Сіз бірінші емессіз.      | شما اول نیستی.              |
| سىزدەر قوناقسىزدار.       | Сіздер қонақсыздар.       | شمایان میهمانید.         | سىزدەر قىزمەتكەرسىزدەر.   | Сіздер қызметкерсіздер.   | شمایان خدمتکارید.           |
| سىزدەر كورشىسىزدەر.       | Сіздер көршісіздер.       | شمایان همسایه‌اید.        | سىزدەر جاقسىسىزدار.       | Сіздер жақсысыздар.       | شمایان خوبید.               |
| سىزدەر جۇمىستاسىزدار ما؟  | Сіздер жұмыстасыздар ма?  | آیا شمایان سر کارید؟     | سىزدەر تانىسسىزدار ما؟    | Сіздер таныссыздар ма?    | شمایان با هم دیگر آشنایید؟  |
| سىزدەر جالقاۋ ەمەسسىزدەر. | Сіздер жалқау емессіздер. | شمایان تنبل نیستید.      | سىزدەر زاڭگەر ەمەسسىزدەر. | Сіздер заңгер емессіздер. | شمایان وکیل نیستید.         |

نکته‌ای که باید به آن توجه داشت، حالت مسند در جملات «بودن»، وقتی که فاعل، جمع باشد. قواعد دستور زبانی قزاقی از این لحاظ به مانند فارسی هستند؛ به این معنی که در حالات عام، مسند جمع بسته نمی شود. اما در مواردی که خاص بودن تک-تکِ افراد مشتمل در فاعل جمع اهمیت دارد، از جمع استفاده می شود. به مثال‌های زیر و ترجمه‌های فارسی آن‌ها توجه کنید:
| ٴبىز دارىگەرمىز.                    | Біз дәрігерміз.                    | ما پزشک هستیم.                 | سەندەر دارىگەرسىڭدەر.                    | Сендер дәрігерсіңдер.                    | شماها پزشک هستید.                 |
| ٴبىز وسى اۋراحانانىڭ دارىگەرلەرمىز. | Біз осы аурухананың дәрігерлерміз. | ما پزشکانِ این بیمارستان هستیم. | سەندەر وسى اۋراحانانىڭ دارىگەرلەرسىڭدەر. | Сендер осы аурухананың дәрігерлерсіңдер. | شماها پزشکانِ این بیمارستان هستید. |

نکته دیگر این است که برای طرح سوال «آیایی» برای دوم شخص مفرد و جمع، می توان واژهٔ سوال‌سازِ «ما، مە، با، بە، پا، پە / ма, ме, ба, бе, па, пе» که در آخر جمله می آید، حذف کرد، و بجای آن، پسوندی بعد از مسند و پیش از پسوند ضمیری فعل به شکل تحول‌یافتهٔ «-مى، -بى، -پى / -мы, -мі, -бы, -бі, -пы, -пі» اضافه کرد. 
| سەن ورىسپىسىڭ?      | Сен орыспысың?      | تو آیا روس هستی؟    | قازاقپىسىزدار؟ | Қазақпысыздар? | [شمایان] آیا قزاق هستید؟ |
| ەندى رىزامىسىز?     | Енді ризамысыз?     | الان شما راضی هستی؟ | ازىرمىسىڭدەر؟  | Әзірмісіңдер?  | شماها آیا حاضرید؟        |
| روزا، بۇل سەنبىسىڭ? | Роза, бұл сенбісің? | رزا، این تو هستی؟   |                |                |                          |

و در نهایت، فعل مضارع سادهٔ بودن برای سوم شخص، که در قزاقی، بدون نیاز به التصاق هیچ پسوندی ادا می شود، چه سوم شخص مفرد و چه سوم شخص جمع؛ و همینطور چه مثبت و چه منفی. برای فعل منفی «نبودن»، تنها از واژهٔ منفی‌ساز «ەمەس / емес»، بدون هیچ‌نوع پسوند یا صرفی استفاده می شود.
| ول وقۇشى.      | Ол оқушы.      | او دانش‌آموز است.  | ولار دارىگەر.         | Олар дәрігер.         | آن‌ها پزشک‌اند.         |
| قايرات اقىلدى. | Қайрат ақылды. | غیرت عاقلانه است. | ول مەيرىمدى ادام.     | Ол мейрімді адам.     | او آدم بامرامی است.   |
| ولار رەسەيدەن. | Олар Ресейден. | آن‌ها از روسیه‌اند. | ول قىتايدان.          | Ол Қытайдан.          | او از چین است.        |
| ول جۇمىستا.    | Ол жұмыста.    | او سر کار است.    | اكەم زاڭگەر.          | Әкем заңгер.          | بابام وکیل است.       |
| ولار كىمدەر؟   | Олар кімдер?   | آن‌ها کیستند؟      | ولار زەينەتکەرلەر مە؟ | Олар зейнеткерлер ме? | آن‌ها آیا بازنشسته‌اند؟ |
| ول جاس ەمەس.   | Ол жас емес.   | او جوان نیست.     | ولار بوس ەمەس.        | Олар бос емес.        | آن‌ها سرخلوت نیستند.   |

### صفات
در زبان قزاقی ، صفات را می‌شود از آنجا تشخیص داد که بر خلاف اسم‌ها، صرف نمی‌شوند و پسوندی نه برای جمع و نه برای هر یک از حالات ممکنه نمی‌گیرند.
صفت‌ها در زبان قزاقی ، هم حالت «-ـتر/-ـترین» به خود می‌گیرند، هم حالات قیاسی چون «بسیار، خیلی، ...».
در زبان قزاقی ، «-ـتر» با پسوند‌ «-рақ, -рек, -ырақ, -ірек / -ـراق، -ـرەك، -ـىراق، -ـىرەك»، منطبق با قانون هماهنگی مصوت‌ها تشکیل می‌شود.
- жақсырақ / جاقسىراق (بهتر)
- әдемірек / ادەمىرەك (زیباتر)
- жарқынырақ / جارقىنىراق (روشن‌تر)
- үлкенірек / ۇلكەنىرەك (بزرگتر)

‎
در زبان قزاقی ، «-ـترین» با حرف اضافه «ең / ەڭ» ادا می‌شود.
- ең  жақсы / ەڭ جاقسى (بهترین)
- ең  әдемі / ەڭ ادەمى (زیباترین)
- ең  жарқын / ەڭ جارقىن (روشن‌ترین)
- ең  үлкен / ەڭ ۇلكەن (بزرگترین)

| Ертеңгі киіктен бүгінгі қоян жақсы жақсырақ (жақсы). |
| ەرتەڭگى كيىكتەن بۇگىنگى قويان جاقسىراق (جاقسى).      |
| از آهوی فردا، خرگوش امروز بهتر است.                  |

در ساخت جملهٔ بالا، اولا که واژهٔ اصلی که قصد ادای بهتر بودن آن‌را داریم، یعنی «خرگوش»، در حالت اسمی صرف می‌شود. واژه‌ای که خرگوش را با آن مقایسه می‌کنیم، یعنی «آهو»، در حالت افتراقی صرف شده است. دوم این‌که، پسوند «-рақ / -ـراق» (به معنی -ـتر) اختیاری بوده و معمولا در قزاقی در این‌گونه جملات استفاده نمی‌شود.
در زبان قزاقی، دو واژه پر استفاده به معنای «بسیار» وجود دارد. 
اولین آن‌ها‌ «өте / وتە»‌ است. این واژه، مفهوم «بسیار» را از نظر کیفی یا شدت می‌رساند. واژهٔ «өте / وتە» برای صفات بیشتر کاربرد دارد.
| Бұл өте қызықты фильм.       |
| بۇل وتە قىزىقتى فيلم.        |
| این فیلمی بسیار جذاب است.    |
| Ол өте жақсы дос.            |
| ول وتە جاقسى دوس.            |
| او دوست بسیار خوبی است.      |
| Сен өте ақылды баласың.      |
| سەن وتە اقىلدی بالاسىڭ.      |
| تو بچهٔ بسیار عاقلی هستی.     |
| Бүгін ауа-райы өте жақсы.    |
| بۇگىن اۋا-رايى وتە جاقسى.    |
| امروز وضع هوا بسیار خوب است. |

واژهٔ دیگر، «көп / كوپ»‌ می‌باشد، که مفهوم کمیتی و مقداری را دارد. از نظر استفاده، با وجود شباهت معنایی «көп / كوپ» و «өте / وتە»، این دو واژه را نمی‌شود بجای هم‌دیگر استفاده کرد. همانطور که در ترجمهٔ نمونه‌های بالا، نمی‌توان واژهٔ «بسیار» را با «زیاد» جایگزین کرد، واژهٔ «өте / وتە» را نمی‌توان با «көп / كوپ» عوض کرد.
نمونه‌هایی زیر با استفاده از واژهٔ «көп / كوپ»:
| Мен көп жұмыс істеймін.     |
| مەن كوپ جۇمىس ىستەيمىن.     |
| من خیلی کار می‌کنم.          |
| Ол көп сұрақ қояды.         |
| ول كوپ سۇراق قويادى.        |
| او خیلی سوال می‌پرسد.        |
| Біз бұл жерге көп келеміз.  |
| ٴبىز بۇل جەرگە كوپ كەلەمىز. |
| ما به این مکان زیاد می‌آییم. |

## نوشته‌ای به قزاقی
سرود ملی قزاقستان (قزاقستان من):
| قزاقی به خط سیریلیک | قزاقی به خط لاتین | قزاقی به خط عربی | برگردان فارسی |
| --- | --- | --- | --- |
| Алтын күн аспаны, Алтын дән даласы, Ерліктің дастаны - Еліме қарашы! Ежелден ер деген, Даңқымыз шықты ғой, Намысын бермеген, Қазағым мықты ғой! Қайырмасы: Менің елім, менің елім, Гүлің болып егілемін, Жырың болып төгілемін, елім! Туған жерім менің — Қазақстаным! Ұрпаққа жол ашқан, Кең байтақ жерім бар. Бірлігі жарасқан, Тәуелсіз елім бар. Қарсы алған уақытты, Мәңгілік досындай. Біздің ел бақытты, Біздің ел осындай! Қайырмасы: Менің елім, менің елім, Гүлің болып егілемін, Жырың болып төгілемін, елім! Туған жерім менің — Қазақстаным! | Altın kün aspanı, Altın dän dalası, Erliktiñ dastanı - Elime qaraşı! Ejelden er degen, Dañqımız şıqtı ğoy, Namısın bermegen, Qazağım mıqtı ğoy! Qayırması: Meniñ elim, meniñ elim, Güliñ bolıp egilemin, Jırıñ bolıp tögilemin, elim! Tuwğan jerim meniñ — Qazaqstanım! Urpaqqa jol aşqan, Keñ baytaq jerim bar. Birligi jarasqan, Täwelsiz elim bar. Qarsı alğan waqıttı, Mäñgilik dosınday. Bizdiñ el baqıttı, Bizdiñ el osınday! Qayırması: Meniñ elim, meniñ elim, Güliñ bolıp egilemin, Jırıñ bolıp tögilemin, elim! Tuwğan jerim meniñ — Qazaqstanım! | التىن كۇن اسپانى، التىن ٴدان دالاسى، ەرلىكتىڭ داستانى - ەلىمە قاراشى! ەجەلدەن ەر دەگەن، داڭقىمىز شىقتى عوي، نامىسىن بەرمەگەن، قازاعىم مىقتى عوي! قايىرماسى: مەنىڭ ەلىم، مەنىڭ ەلىم، گۇلىڭ بولىپ ەگىلەمىن، جىرىڭ بولىپ توگىلەمىن، ەلىم! تۋعان جەرىم مەنىڭ — قازاقستانىم! ۇرپاققا جول اشقان، كەڭ بايتاق جەرىم بار. بىرلىگى جاراسقان، تاۋەلسىز ەلىم بار. قارسى العان ۋاقىتتى، ماڭگىلىك دوسىنداي. ٴبىزدىڭ ەل باقىتتى، ٴبىزدىڭ ەل وسىنداي! قايىرماسى: مەنىڭ ەلىم، مەنىڭ ەلىم، گۇلىڭ بولىپ ەگىلەمىن، جىرىڭ بولىپ توگىلەمىن، ەلىم! تۋعان جەرىم مەنىڭ — قازاقستانىم! | آسمان خورشید زرین دشت دانهٔ زرین داستان دلاوری - و اینک سرزمین من را بنگر! از ازل شکوه قهرمانی ما نمایان شد و مردم ناموس خود را پاس داشتند مردم قزاق نیرومند است! همسرایی: کشورم، کشورم، من چون گلی برای تو کاشته می‌شوم چون سرودی برای تو جاری می‌شوم، کشور! زاد و بوم من – قزاقستان من! راه بر نوادگان باز شد سرزمینی پهناور دارم. یکپارچگی آن درست و درخور است کشوری دارم مستقل. آن هنگام را پذیرا شد مانند دوستی جاودان کشور ما شادمان است چنین است کشور ما. همسرایی: کشورم، کشورم، من چون گلی برای تو کاشته می‌شوم چون سرودی برای تو جاری می‌شوم، کشور! زاد و بوم من – قزاقستان من! |